# 阿图罗·阿尔瓦雷斯-布伊亚
阿图罗·阿尔瓦雷斯-布伊亚·罗塞斯（西班牙語：Arturo Álvarez-Buylla Roces，1958年—）是墨西哥神经生物学家，现任加利福尼亚大学旧金山分校的神經外科教授。
2011年，他因在神经生物学的突破性研究，与约瑟夫·奥尔特曼和贾科莫·里佐拉蒂共同获得阿斯图里亚斯亲王奖科学技术奖。

## 主要研究
1999年，他和同事在《细胞》期刊上发表论文，指出脑室下区的星形膠質細胞是成年哺乳动物脑中的神經幹細胞。
2018年，他参与的最新一项研究表明，人类大脑海马体中的新生神经元数量会随发育进程而下降，成年人类的海马体中没有新的神经元。尽管这项研究成果在同领域的研究者间引起了巨大争议，但它在脑损伤的修复治疗方面具有一定的指导性意义。